# Altiagach
Altiagach (en  azerí:Altıağac) es una localidad de Azerbaiyán, en el raión de Absheron.
Se encuentra a una altitud de 1082 m sobre el nivel del mar. 

## Demografía
Según estimación 2010 contaba con 1152 habitantes.